# Мансон (тауншип, Миннесота)
Мансон (англ. Munson) — тауншип в округе Стернс, Миннесота, США. На 2000 год его население составило 1351 человек.

## География
По данным Бюро переписи населения США площадь тауншипа составляет 97,5 км², из которых 89,6 км² занимает суша, а 7,8 км² — вода (8,03 %).

## Демография
По данным переписи населения 2000 года здесь находились 1351 человек, 496 домохозяйств и 415 семей.  Плотность населения —  15,1 чел./км².  На территории тауншипа расположено 782 постройки со средней плотностью 8,7 построек на один квадратный километр. Расовый состав населения: 98,37 % белых, 0,15 % афроамериканцев, 0,07 % коренных американцев, 0,44 % азиатов, 0,15 % c Тихоокеанских островов, 0,52 % — других рас США и 0,30 % приходится на две или более других рас. Испанцы или латиноамериканцы любой расы составляли 0,52 % от популяции тауншипа.
Из 496 домохозяйств в 32,7 % воспитывались дети до 18 лет, в 78,6 % проживали супружеские пары, в 2,6 % проживали незамужние женщины и в 16,3 % домохозяйств проживали несемейные люди. 12,7 % домохозяйств состояли из одного человека, при том 3,4 % из — одиноких пожилых людей старше 65 лет. Средний размер домохозяйства — 2,72, а семьи — 2,98 человека.
25,0 % населения — младше 18 лет, 5,8 % — в возрасте от 18 до 24 лет, 28,6 % — от 25 до 44, 27,9 % — от 45 до 64, и 12,7 % — старше 65 лет. Средний возраст — 38 лет. На каждые 100 женщин приходилось 111,4 мужчин.  На каждые 100 женщин старше 18 приходилось 116,5 мужчин.
Средний годовой доход домохозяйства составлял 49 539 долларов, а средний годовой доход семьи —  51 974 доллара. Средний доход мужчин —  32 350  долларов, в то время как у женщин — 23 073. Доход на душу населения составил 20 446 долларов. За чертой бедности находились 2,3 % семей и 3,3 % всего населения тауншипа, из которых 5,2 % младше 18 и 10,8 % старше 65 лет.